# Bebia Chihi
Pour les articles homonymes, voir Chihi.
Bebia Chihi, née le 3 février 1952 à Tunis, est une femme politique tunisienne. Elle est ministre des Affaires de la femme, de la Famille, de l'Enfance et des Personnes âgées entre 2010 et 2011, au sein du gouvernement Ghannouchi I.

## Biographie

### Études
Bebia Chihi possède une licence de droit ; elle est également diplômée de l'École nationale d'administration, l'École nationale des douanes de Paris et l'Institut de défense nationale.

### Carrière dans l'administration
Elle travaille à la direction générale des Douanes, au ministère des Finances et à ceux de l'Industrie, de l'Énergie et des PME. Elle est ensuite PDG de la Société nationale de distribution des pétroles.
Elle travaille au sein de plusieurs commissions nationales :
- la commission nationale de négociation pour l'adhésion aux accords du GATT et à l'OMC[1] ;
- la commission nationale de négociation avec l'Union européenne[1] ;
- la commission nationale de négociation dans le cadre de l'accord de libre-échange entre la Tunisie et l'AELE[1].

### Carrière politique
Bebia Chihi est membre du Rassemblement constitutionnel démocratique. Entre janvier 2010 et janvier 2011, elle est ministre des Affaires de la femme, de la Famille, de l'Enfance et des Personnes âgées au sein du gouvernement Ghannouchi I. Après la révolution de 2011, elle est interrogée par la justice, en juin de la même année, sur l'obtention de terrains d'origine népotique.

## Décorations
- Officier de l'Ordre de la République[1]
- Chevalier de l'Ordre du 7-Novembre[1]

## Vie privée
Elle est mariée et mère de deux enfants.